# Konnica (film)

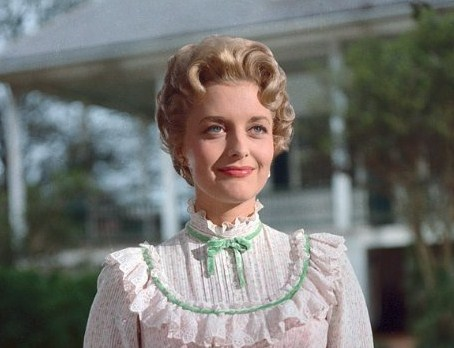
Constance Towers w scenie z filmu

Konnica (ang. The Horse Soldiers) – amerykański barwny dramat wojenny z 1959 w reżyserii Johna Forda. Główne role zagrali John Wayne i William Holden.

## Fabuła
Rok 1863, stan Missisipi. W trakcie wojnej secesyjnej (1861–1865) brygada kawalerii Unii pod wodzą płk. Marlowe’a wyrusza na tereny opanowane przez wojska Konfederatów. Mają za zadanie zniszczyć tory kolejowe, co ma zablokować dostawy żywności i broni dla rebeliantów. Do ekipy dołącza lekarz, mjr Kendall, który popada w ciągłe konflikty z Marlowem.

## Obsada
- John Wayne – płk John Marlowe
- William Holden – mjr Henry „Hank” Kendall
- Constance Towers – Hannah Hunter
- Willis Bouchey – płk Phil Secord
- Judson Pratt – sierżant Kirby
- Ken Curtis – kapral Wilkie
- Hoot Gibson – sierżant Brown
- O. Z. Whitehead – Otis "Hoppy" Hopkins, asystent Kendalla
- Althea Gibson – Lukey, służąca panny Hunter
- Ron Hagerthy – trębacz
- Carleton Young – płk Jonathan Miles
- Bing Russell – Dunker
- Hank Worden – Deacon Clump
- William Leslie – mjr Richard Gray
- Basil Ruysdael – wielebny
- Chuck Hayward – kapitan wojsk Unii
- Denver Pyle – Jackie Jo
- Strother Martin(inne języki) – Virgil
- Russell Simpson – szeryf Henry Goodbody